# 昂皮爾 (阿肯色州)
恩派爾（英語：Empire）是位於美國阿肯色州奇科特縣的一個非建制地區。該地的面積和人口皆未知。

## 地理
恩派爾的座標為33°07′19″N 91°26′07″W / 33.12194°N 91.43528°W，而該地的平均海拔高度為57米（即187英尺）。